# 129330 Karlharshman
129330 Karlharshman este o planetă minoră (asteroid) din centura de asteroizi. A fost descoperită pe 22 octombrie 2005 la Catalina Station⁠(d) de Catalina Sky Survey. 
Obiectul prezintă o orbită caracterizată de o semiaxă mare de 3,0420020767138 UAi, o excentricitate de 0,09, o înclinație de 2,8 ° în raport cu ecliptica.